# Andersonosia velutinifrons
Andersonosia velutinifrons är en tvåvingeart som först beskrevs av Malloch 1928.  Andersonosia velutinifrons ingår i släktet Andersonosia och familjen husflugor.
Artens utbredningsområde är Kenya. Inga underarter finns listade i Catalogue of Life.